# Bristol Beaufighter (Auto)
Der Bristol Beaufighter – alternativ auch als Bristol 412 S3 Beaufighter bezeichnet – ist ein Oberklassecabriolet mit Überrollbügel, das der ehemalige britische Automobilhersteller Bristol Cars Ltd. von 1980 bis 1993 in Kleinstserie baute. Der Beaufighter ist eine Weiterentwicklung des 1974 vorgestellten Bristol 412, den er ablöste und von dem er sich vor allem durch den Antrieb unterscheidet. Er war das erste britische Serienfahrzeug, das ab Werk mit einem Turbomotor ausgestattet war. Ein Sondermodell ohne Überrollbügel wurde 1984 unter der Bezeichnung Bristol Beaufort vorgestellt. blieb aber ein Einzelstück. 

## Entstehungsgeschichte
Das in Gloucestershire ansässige Unternehmen Bristol Cars hatte seine Wurzeln in der Bristol Aeroplane Company, die 1910 in Bristol als Flugzeughersteller gegründet worden war. Nach dem Ende des Zweiten Weltkriegs gingen die Aufträge für Neuflugzeuge erheblich zurück. Um die Kapazitäten auszulasten, expandierte das Unternehmen – ähnlich wie Saab – daraufhin in die Automobilbranche. Das erste Fahrzeug der neuen Marke, der Bristol 400, basierte auf technischen Komponenten der noch vor dem Krieg entwickelten BMW-Modelle 326, 327 und 328. Bristol übernahm das Chassis des BMW 326 nahezu unverändert und nutzte es gleichermaßen für alle späteren Modelle. Bis 1961 verwendete Bristol zudem einen auf einer BMW-Entwicklung beruhenden Sechszylindermotor, der mit der Einführung des Modells 407 durch Achtzylindermotoren von Chrysler ersetzt wurde. Danach änderte sich die Ausrichtung der Marke. Die anfänglich hervorgehobene Sportlichkeit trat zugunsten von Komfort und äußerlicher Zurückhaltung zunehmend in den Hintergrund.

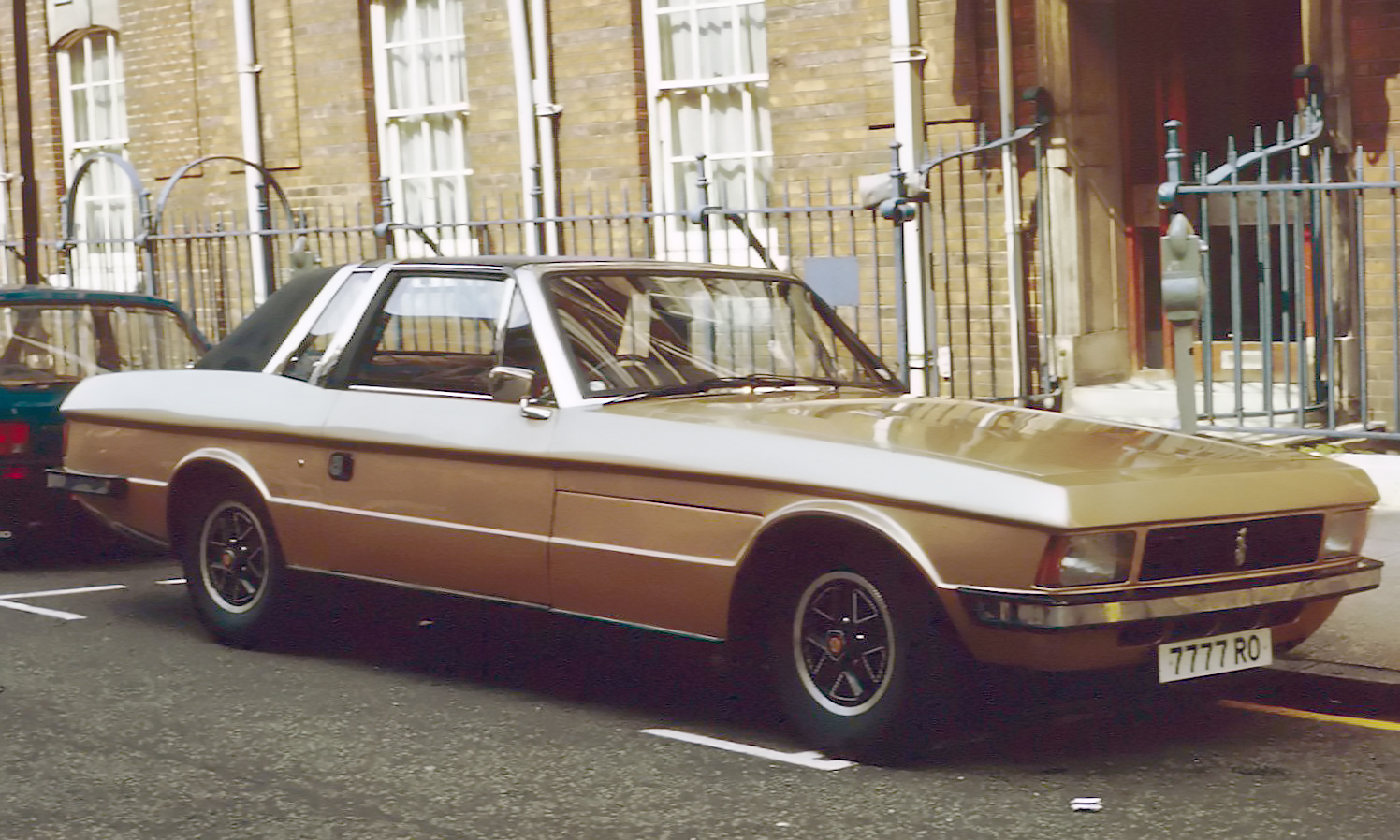
Ausgangsmodell für den Beaufighter: Bristol 412

1974 stellte Bristol seinem geschlossenen Viersitzer 411 den 412 zur Seite, der bei übereinstimmender Technik eine eigenständige, von Zagato gestaltete Karosserie im Stil eines Sicherheitscabriolets hatte. Damit knüpfte Bristol an eine 15 Jahre alte Tradition an, die 1959 mit dem 406 Zagato begonnen und 1961 mit dem 407 GTZ Zagato fortgesetzt worden war. 1977 erschien eine überarbeitete Version als 412 S2 (Series 2). Sie blieb bis 1980. Beide Serien zusammengenommen, baute Bristol 39 Exemplare des 412. 
Um den 412 weiter aufzuwerten, suchte Bristol Ende der 1970er-Jahre nach Möglichkeiten der Leistungssteigerung. Erste Versuche mit einem größeren Motor von Chrysler, in deren Verlauf Bristol einen Prototyp mit einem 7,2 Liter großen Achtzylinder-V-Motor ausstattete, verliefen nicht zufriedenstellend: Die Kraftentfaltung des Motors veränderte das Fahrverhalten das Autos „brutal“. Ab 1977 beschäftigte sich Bristol mit dem Turboladerkonzept. Die ersten Überlegungen für eine aufgeladene Version des Achtzylindermotors gehen auf Chrysler zurück; dort wurde seit 1974 mit derartigen Konzepten experimentiert. Im Zuge seiner wirtschaftlichen Krise gab Chrysler die Arbeiten schließlich auf. Das Projekt wurde von Bristol übernommen, wo es die Ingenieure Dennis Sevier und Eden Holder zur Serienreife brachten. 1980 ging das Beaufighter genannte Auto mit Turbomotor in den Verkauf, gut eineinhalb Jahre vor dem Bentley Mulsanne Turbo. Anfänglich ergänzte der Beaufighter Bristols geschlossenen Viersitzer 603, ab 1982 dessen Nachfolger Britannia. Das geschlossene Modell war ab 1982 ebenfalls mit dem Turbomotor des Beaufighter erhältlich; in dieser Version hieß es Bristol Brigand. Beaufighter, Brigand und Britannia blieben bis 1992 im Programm.

## Modellbezeichnung
Mit der Modellbezeichnung Beaufighter nahm Bristol auf den gleichnamigen Jagdbomber des früheren Mutterkonzerns Bristol Aeroplane Company Bezug, der während des Zweiten Weltkriegs in größeren Stückzahlen produziert worden war. Damit wandte sich Bristol Cars erstmals von der jahrzehntelang gepflegten Tradition ab, die eigenen Fahrzeuge mit einem Zahlencode (400 bis 412 und 603) zu bezeichnen. In der Folgezeit erhielten auch die anderen Modelle des Unternehmens Namen mit Bezügen zu Flugzeugen (Britannia, Brigand und Blenheim).
Alternativ findet sich für das Fahrzeug stellenweise auch die Bezeichnung  Bristol 412 S3 Beaufighter. Sie ordnet es der Baureihe 412 zu und sieht es als Nachfolger des 1980 eingestellten 412 S2 an.

## Modellbeschreibung
Der Bristol Beaufighter unterscheidet sich äußerlich nur in Details vom 412, motorseitig gibt es aber erhebliche Differenzen.

### Antriebstechnik

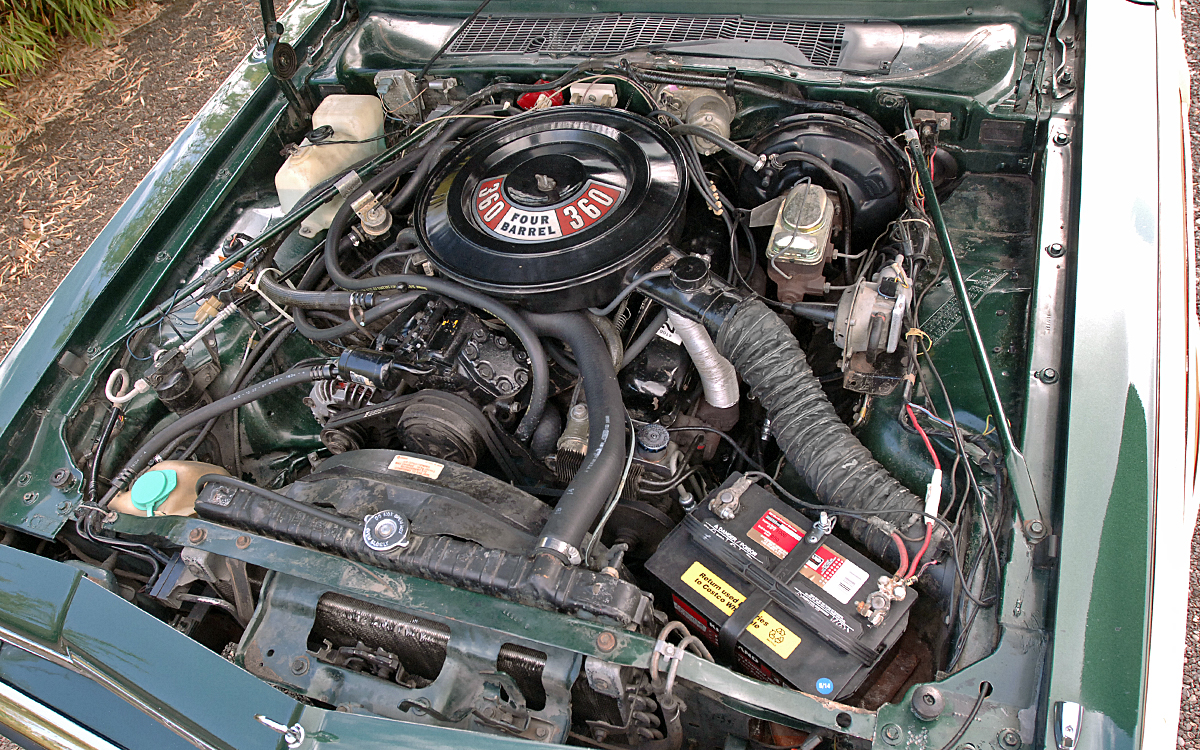
360-cui-Motor der LA-Serie von Chrysler

Der Turbomotor des Beaufighter basiert auf einer Chrysler-Konstruktion. Basis ist der 5898 cm³ (360 cui) große Small-Block-Achtzylinder aus Chryslers LA-Reihe, den Bristol seit 1976 im 603 und seit 1977 im 412 S2 verwendete. Die Motoren wurden in Kanada für Bristol hergestellt.
Abweichend vom Basistriebwerk haben die von Bristol verwendeten Motoren besondere, in Großbritannien entwickelte Zylinderköpfe; eigenständig ist auch der Vierfachvergaser von Carter, der in dieser Form in den US-amerikanischen Versionen nicht verwendet wurde. 
Der Motor ist im Beaufighter mit einem Turbolader von Rotomaster gekoppelt. Der Lader ist nicht dauerhaft im Einsatz, sondern wird über ein Priority Valve gesteuert, sodass der Lader je nach Stellung des Gaspedals aktiviert oder deaktiviert ist. Bristol behauptete, der Beaufighter sei das erste europäische Auto, das eine solche Technik verwende. Das elektronische Zündsystem wurde überarbeitet; ferner wurde Chryslers Lean Burn System – eine magere Gemischeinstellung, die in den späten 1970er-Jahren half, amerikanische Abgasbestimmungen zu erfüllen – außer Kraft gesetzt. Der Motor hat eine Hochleistungsbenzinpumpe, und der Querschnitt der Ansaugkanäle ist größer als beim regulären Saugmotor.
Im Zuge der Aufwertung des Motors wurde auch das Automatikgetriebe überarbeitet, da die bislang verwendete Version dem gestiegenen Drehmoment des Motors nicht gewachsen war. Die TorqueFlite-Automatik wurde mit einem stärkeren Drehmomentwandler gekoppelt, den Chrysler für den (seit längerem eingestellten) 7,2-Liter-Achtzylinder entwickelt hatte. Von dieser Version wurde auch die Kupplung übernommen.
Motor und Getriebe sind 25 mm niedriger eingebaut als im Bristol 412.
Die Turboaufladung erhöhte die Leistung und das Drehmoment des Motors erheblich. Bristol nannte wie üblich keine konkreten Werte. Firmeninhaber Tony Crook erklärte, es sei „more than sufficient power“ (mehr als genügend Leistung) verfügbar; der Zuwachs an Leistung und Drehmoment belaufe sich auf 30 Prozent. Spätere Zeitungsberichte bezifferten die Leistung des Motors auf etwa 320 PS. Tony Crook beschrieb den Beaufighter bei seiner Präsentation als „den am schnellsten beschleunigenden und mit dem größten Kofferraum ausgestatteten viersitzigen Serienwagen mit automatischem Getriebe“.

### Karosserie

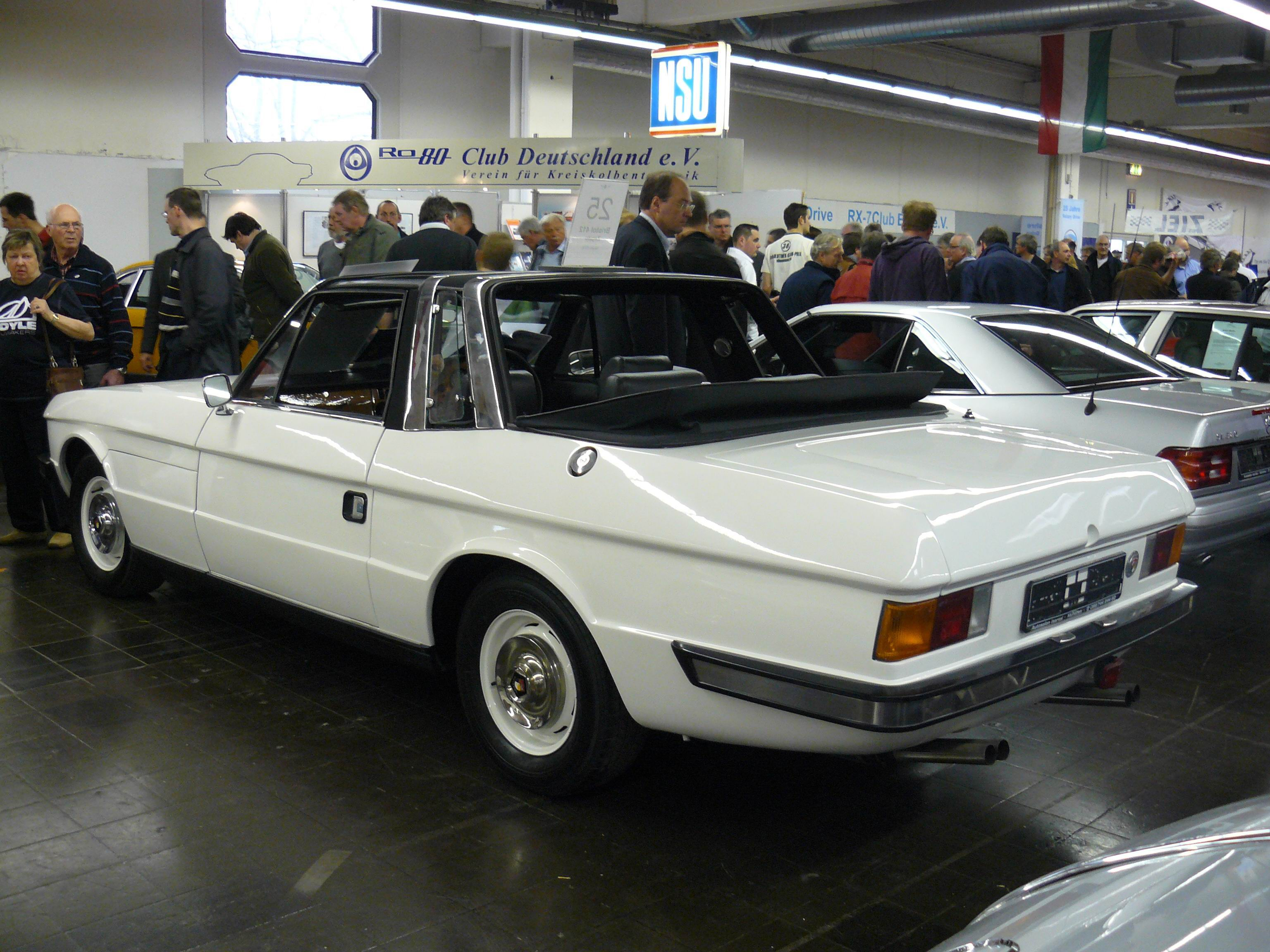
Baugleiche Heckpartie des Bristol 412 S2

Die Karosserie des Beaufighter entsprach weitestgehend der des Bristol 412. Es handelte sich nach wie vor um ein „Sicherheitscabriolet“ mit feststehendem Überrollbügel und Hardtop über den Fahrersitzen. Anders als beim 412 war das Hardtop über den Fahrersitzen allerdings fest installiert und nicht entfernbar; das Stoffverdeck über den Rücksitzen konnte hingegen wie bisher heruntergeklappt werden.
Die Rohkarosserie wurde weiterhin bei Maggiora in Turin hergestellt. Einige Details waren modifiziert worden; Zagato behauptete, die Änderungen seien in Italien entwickelt worden. Wesentliches Unterscheidungsmerkmal waren vier rechteckige Doppelscheinwerfer, die die bisherige Scheinwerfer-Blinker-Einheit vom Opel Commodore B ersetzte. Die Blinker des Beaufighter fanden sich nun unter der Frontstoßstange. Anders als der 412 trug der Beaufighter eine deutliche Wölbung auf der Motorhaube, die durch den Turbolader bedingt war. Ab 1983 trugen die Beaufighter-Modelle vorn und hinten serienmäßig sogenannte Side-Marker-Lights nach amerikanischem Vorbild, und zwar auch, wenn sie (wie ganz überwiegend üblich) auf dem europäischen Markt oder im Nahen Osten abgesetzt wurden.
Das Design der Karosserie war nach wie vor Gegenstand von Kritik. Bei der Einführung des Modells 1980 wurde der Beaufighter unter anderem als „unverwechselbar, aber sicher nicht schön“ bezeichnet.

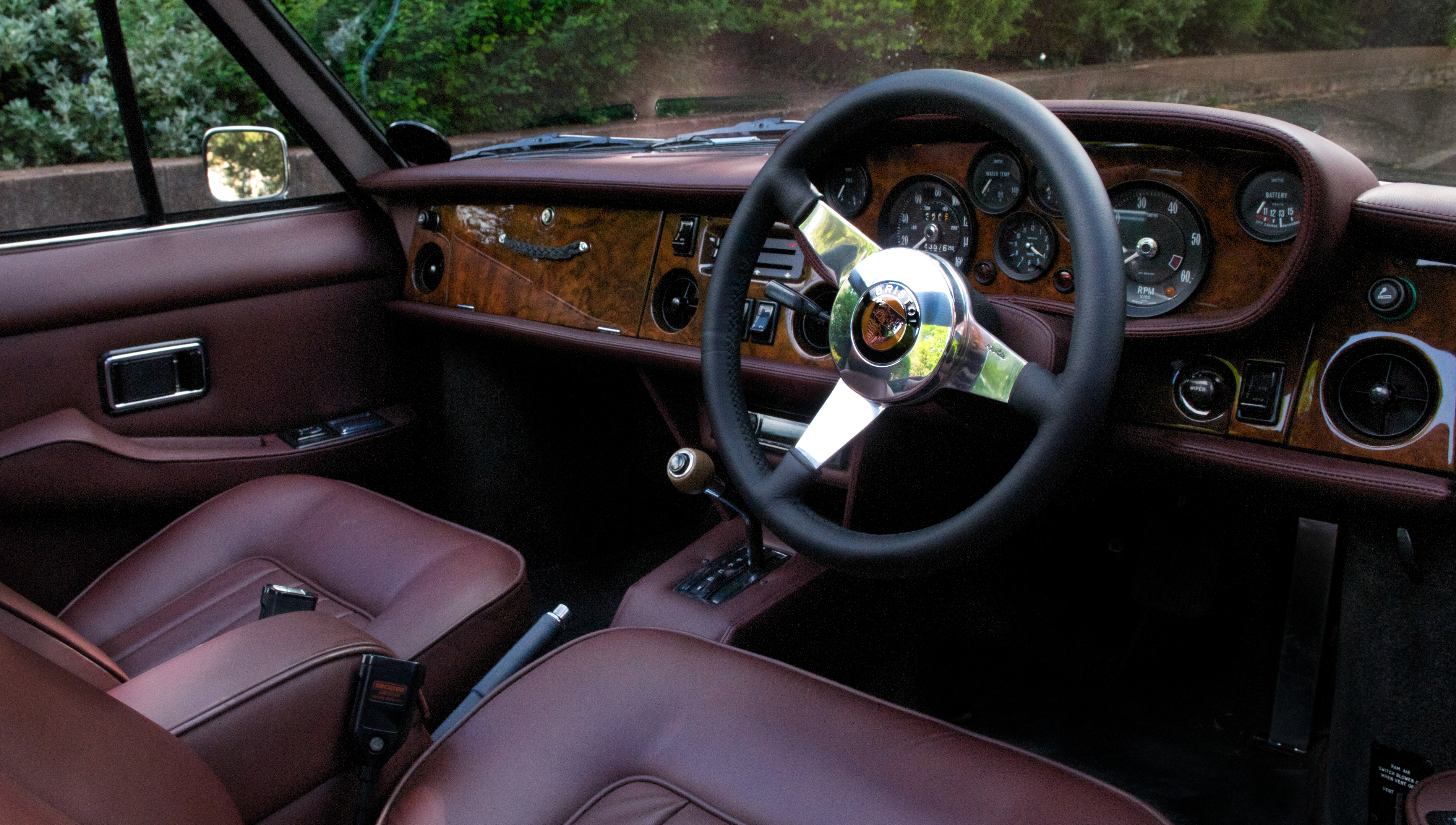
Interieur mit Armaturenbrett in traditioneller Gestaltung

Das Interieur wurde ebenfalls geändert. Anfänglich war ein geglättetes Armaturenbrett verfügbar, das auf die traditionelle, seit dem 404 für Bristol typische ovale Einfassung hinter dem Lenkrad verzichtete. Diese Idee hielt sich allerdings nicht lange; Bristol kehrte schnell zum klassischen Layout zurück. Ähnlich kurzlebig war die Idee, den Beaufighter mit digitalen Instrumenten auszurüsten. In Anlehnung an die Konzeption des zeitgenössischen Aston Martin Lagonda experimentierte Bristol mit ähnlichen Lösungen, traf aber auch auf ähnliche Probleme und kam zu dem Ergebnis, diesen Weg nicht weiter zu verfolgen, da sich Vor- und Nachteile nicht in ein angemessenes Verhältnis zueinander bringen ließen.

### Fahrleistungen
Der Beaufighter wies deutlich bessere Fahrleistungen auf als der Bristol 412 und der gleichzeitig produzierte Bristol 603. In einem ersten Test legte er den Sprint von 0 auf 96 km/h in 6,7 Sekunden zurück und erreichte eine Höchstgeschwindigkeit von mehr als 240 km/h. Bei den ersten Testfahrten war ein Verbrauch von über 30 Litern auf 100 km zu bemerken; Bristol gelang es aber in den nachfolgenden Monaten durch Feintuning, diesen Wert auf etwa 25 Liter/100 km zu senken. Allerdings litten die Fahrleistungen unter der aerodynamisch vergleichsweise ungünstigen Karosserie des Beaufighter. Der aerodynamisch deutlich besser gestaltete Bristol Brigand, der ab 1982 produziert wurde, war bei vergleichbarem Leergewicht nochmals deutlich schneller.

## Produktion und Preise
Der Beaufighter wurde Bristols Werkstatt in Filton bzw. ab 1984 in der benachbarten Gemeinde Patchway hergestellt. Er wurde 14 Jahre lang gebaut. Die Herstellung endete im Sommer 1993, kurz bevor Bristol die Produktion auf das neue Modell Blenheim umstellte. Über die Jahre wurden nur sehr wenige Beaufighter hergestellt. 2014 erklärte Bristol Cars in einer Verkaufsanzeige, dass von 1980 bis 1993 insgesamt etwas über 20 Beaufighter hergestellt worden seien.
Die Beaufighter waren sehr teure Fahrzeuge. Der Verkaufspreis lag etwa auf dem Niveau des Aston Martin V8, erreichte aber den Preis eines Rolls-Royce Corniche bei weitem nicht. Beim Verkaufsstart im Jahre 1980 wurde der Beaufighter für 37.999 £ angeboten. Ein Rolls-Royce Corniche Convertible war zu dieser Zeit mehr als 30.000 £ teurer.

## Bristol Beaufort
Ein weiteres Sondermodell war der 1984 vorgestellte Bristol Beaufort – ein Vollcabriolet auf der Basis des 412, das sowohl auf den Überrollbügel als auch auf das Targadach verzichtete. Der Mechanismus des gefütterten Verdecks wurde elektrisch betrieben. Neben dem eigenständigen Dachaufbau wies der Beaufort einige weitere Modifikationen an der Karosserie wie beispielsweise geänderte Türgriffe und ein verkleideter Tankeinfüllstützen auf. Die Rücksitzbank des Beaufort war aufgrund des großen Verdeckkastens stark verkürzt und nur eingeschränkt nutzbar.
Bei dem Beaufort handelte es sich um ein Einzelstück, das auf Initiative des Firmeninhabers Tony Crook hergestellt wurde. Eine Serienfertigung kam nicht zustande. Zum einen erschienen Crook die Platzverhältnisse im Fond nicht ausreichend; zum anderen litt Bristol in der ersten Hälfte der 1980er-Jahre unter wirtschaftlichen Schwierigkeiten, sodass eine Entwicklung zur Serienreife nicht finanziert werden konnte.
Tony Crook fuhr den Beaufort zunächst selbst, bevor er den Wagen an einen ägyptischen Geschäftsmann verkaufte. Das Auto stand in den 1990er-Jahren ungenutzt in London, bevor es vom Werk aufbereitet wurde. Der Beaufort stand 2008 in Großbritannien zum Verkauf und wird gelegentlich auf Markentreffen gezeigt.

## Weiterentwicklung
Im Laufe der 14-jährigen Produktionszeit erfuhr der Beaufighter nur geringe Modifikationen. In den späten 1980er-Jahren konzipierte Bristol eine kürzere und leichtere Sportversion des Beaufighter, deren Länge etwa 4.500 mm betragen sollte. Die Planungen sahen eine umklappbare Rückbank vor, durch die das Gepäckraumvolumen erhöht werden sollte. Die Arbeiten kamen nicht über das Stadium von Zeichnungen hinaus; der Tod des maßgeblichen Entwicklers bedeutete das Ende des Projekts.